# Оболашвили, Мака
Мака Оболашвили (род. 17 июня 1975) — грузинская легкоатлетка, специалистка по метанию копья. Выступала за сборную Грузии по лёгкой атлетике в 1990-х годах, победительница и призёрка первенств национального значения, действующая рекордсменка страны, участница чемпионатов мира 1995 года в Гётеборге и 1999 года в Севилье.

## Биография
Мака Оболашвили родилась 17 июня 1975 года.
Впервые заявила о себе в лёгкой атлетике на международном уровне в сезоне 1994 года, когда вошла в состав грузинской национальной сборной и выступила на юниорском мировом первенстве в Лиссабоне, где в программе метания копья показала результат 47,62 метра и в финал не вышла.
В 1995 году приняла участие в чемпионате мира в Гётеборге — с результатом 43,98 метра так же остановилась на предварительном квалификационном этапе.
В 1999 году стартовала на чемпионате мира в Севилье, но на сей раз провалила все попытки в метании копья и осталась без результата.
В июле 2000 года на Кубке Европы в Банска-Бистрице (вторая лига) установила ныне действующий национальный рекорд Грузии в метании копья — 51,91 метра.